# Leptodactylus spixi
Espèce
Statut de conservation UICN

 LC  : Préoccupation mineure
Leptodactylus spixi est une espèce d'amphibiens de la famille des Leptodactylidae.

## Répartition
Cette espèce est endémique du Brésil. Elle se rencontre sur la côte Atlantique dans les États de Rio de Janeiro, d'Espírito Santo et de Bahia.

## Étymologie
Cette espèce est nommée en l'honneur de Johann Baptist von Spix.

## Publication originale
- Heyer, 1983 : Clarification of the names Rana mystacea Spix, 1824, Leptodactylus amazonicus Heyer, 1978 and a description of a new species, Leptodactylus spixi (Amphibia:  Leptodactylidae).  Proceedings of the Biological Society of Washington, vol. 96, no 2, p. 270-272 (texte intégral).